# Yamaichi Electronics
Yamaichi Denki K.K. (jap. 山一電機株式会社, Yamaichi Denki kabushiki kaisha; englisch Yamaichi Electronics Co., Ltd.) ist ein japanischer Hersteller elektromechanischer Elektronikkomponenten.

## Geschichte
Das 1956 gegründete Unternehmen (6941:JP) ist an der Tokioter Börse in der Ersten Sektion gelistet. Die Unternehmenszentrale befindet sich in Minami-Kamata im Tokioter Stadtbezirk Ōta-ku.
Eine für September 2009 geplante Fusion mit der SMK Corp. wurde im November 2008 abgesagt.

## Standorte
Der Konzern hat mehrere Produktionswerke in Asien und eines in Europa (Frankfurt (Oder)). In München befindet sich die europäische Vertriebszentrale sowie das europäische Designcenter für Produktentwicklung, an das eine Außenstelle in Sousse (Tunesien) angeschlossen ist. Das 2005 in Frankfurt (Oder) errichtete Werk produziert Prüfadapter für Halbleiter-Bausteine sowie Embedded-Module (Computer-on-Modules). Außerdem werden Steckverbinder, Kabelkonfektionen, Flachbandleitungen (FFC), Federkontaktstifte, komplette  Baugruppen sowie kundenspezifische Entwicklungen gefertigt. Dabei kommen verschiedene Fertigungstechnologien zum Einsatz wie beispielsweise Kunststoffumspritzung, Widerstandschweißen, CNC-Drehen und Fräsen. Produktanwendungen finden sich beispielsweise in den Bereichen Halbleiter, industrielle Automation, Automotive, Data-Networking, Mess- und Prüftechnik, Medizintechnik, mobile Computertechnologie. Im Frühjahr 2019 wurde der Produktionsstandort in Frankfurt (Oder) durch den Neubau eines Werkes erweitert. Die Produktion am neuen Standort wurde planmäßig im April 2020 aufgenommen.